# Zach Osborne
Zach Osborne   (Abingdon, 25 de setembre de 1989) és un antic pilot professional de motocròs i enduro nord-americà. Va competir als Campionats AMA entre el 2006 i el 2022 i en va guanyar dos títols de motocròs i dos més de supercross. Durant les temporades del 2008 al 2012 va abandonar temporalment els campionats AMA i es va desplaçar a Europa per a participar al campionat del món i al britànic (el qual va guanyar el 2010) abans de tornar definitivament als Estats Units. Ha estat membre de la selecció nord-americana tant al Motocross des Nations com als Sis Dies Internacionals d'Enduro (ISDE).
Actualment, Osborne treballa de comentarista esportiu a la televisió.

## Trajectòria esportiva
Osborne va viure l'ambient del motocròs de ben petit i va tenir la seva primera motocicleta a tres anys. Als sis va debutar en competició com a amateur amb una KTM i ràpidament va progressar en competicions nacionals i internacionals. El 2004 guanyà el Campionat del Món de motocròs júnior de 80cc. El 2006 va esdevenir professional com a pilot privat fins que el 2007 el va fitxar Red Bull KTM i el 2008, Yamaha of Troy. Del 2008 al 2012 va competir al campionat del món i durant aquella època va guanyar el campionat britànic de MX2 del 2010. El 2013 va tornar als Estats Units per a participar en els campionats AMA amb l'equip Geico Honda. El 2015 va passar a l'equip RockStar Husqvarna, amb el qual va guanyar els seus quatre campionats AMA entre el 2017 i el 2020.
Dins la modalitat de l'enduro, va competir al Grand National Cross Country amb Yamaha i el 2013 va ser membre de l'equip dels Estats Units al Trofeu dels ISDE, celebrats a Òlbia (Sardenya).

## Palmarès

### Títols per any
| Any  | Equip     | Campionat          | Classe   |
| ---- | --------- | ------------------ | -------- |
| 2004 | KTM       | FIM Junior         | 80cc     |
|      |           |                    |          |
| 2010 | Yamaha    | Campionat Britànic | MX2      |
|      |           |                    |          |
| 2017 | Husqvarna | AMA Motocross      | 250      |
| 2017 | Husqvarna | AMA Supercross     | 250 East |
| 2018 | Husqvarna | AMA Supercross     | 250 East |
|      |           |                    |          |
| 2020 | Husqvarna | AMA Motocross      | 450      |

### Resum
- 2 Campionats AMA de motocròs (1 x 450, 1 x 250)
- 2 Campionats AMA de supercross 250 East
- 1 Campionat britànic de motocròs MX2
- 1 Campionat del Món de motocròs júnior 80cc

### Resultats per any als campionats AMA
(Llegenda)
| Any Campionat | Rda 1 | Rda 2 | Rda 3 | Rda 4 | Rda 5 | Rda 6 | Rda 7 | Rda 8 | Rda 9 | Rda 10 | Rda 11 | Rda 12 | Rda 13 | Rda 14 | Rda 15 | Rda 16 | Rda 17 | Posició mitjana | % Podis | Posició |
| ------------- | ----- | ----- | ----- | ----- | ----- | ----- | ----- | ----- | ----- | ------ | ------ | ------ | ------ | ------ | ------ | ------ | ------ | --------------- | ------- | ------- |
| 2017 250 SX-E | -     | -     | -     | -     | -     | -     | 3     | 1     | 1     | 5      | 1      | 18     | 3      | -      | -      | 1      | 7      | 4,44            | 67%     | 1r      |
| 2017 250 MX   | 1     | 1     | 5     | 2     | 2     | 1     | 1     | 3     | 2     | 3      | 2      | 1      | -      | -      | -      | -      | -      | 2,00            | 92%     | 1r      |
| 2018 250 SX-E | -     | -     | -     | -     | -     | -     | 1     | 3     | 2     | 4      | 1      | 7      | -      | 2      | 1      | -      | 7      | 3,11            | 67%     | 1r      |
| 2020 450 MX   | 1     | 1     | 5     | 1     | 3     | 10    | 1     | 3     | 6     | -      | -      | -      | -      | -      | -      | -      | -      | 3,44            | 67%     | 1r      |

1. ↑  Es mostren només els anys en què guanyà el títol